# 雲居の雁
雲居の雁（くもいのかり、雲居雁、雲井の雁）は、紫式部の物語『源氏物語』に登場する架空の人物。

## 名前
雲居の雁という名前は本文中には現れず、夕霧と引き離された心情を「雲居の雁もわがごとや（晴れない霧の中を飛ぶ雁は今の私と同じような気持ちなのだろうか）」と口ずさんだ「少女」巻のエピソードに因み、後世の人が名づけたもの。

## 人物

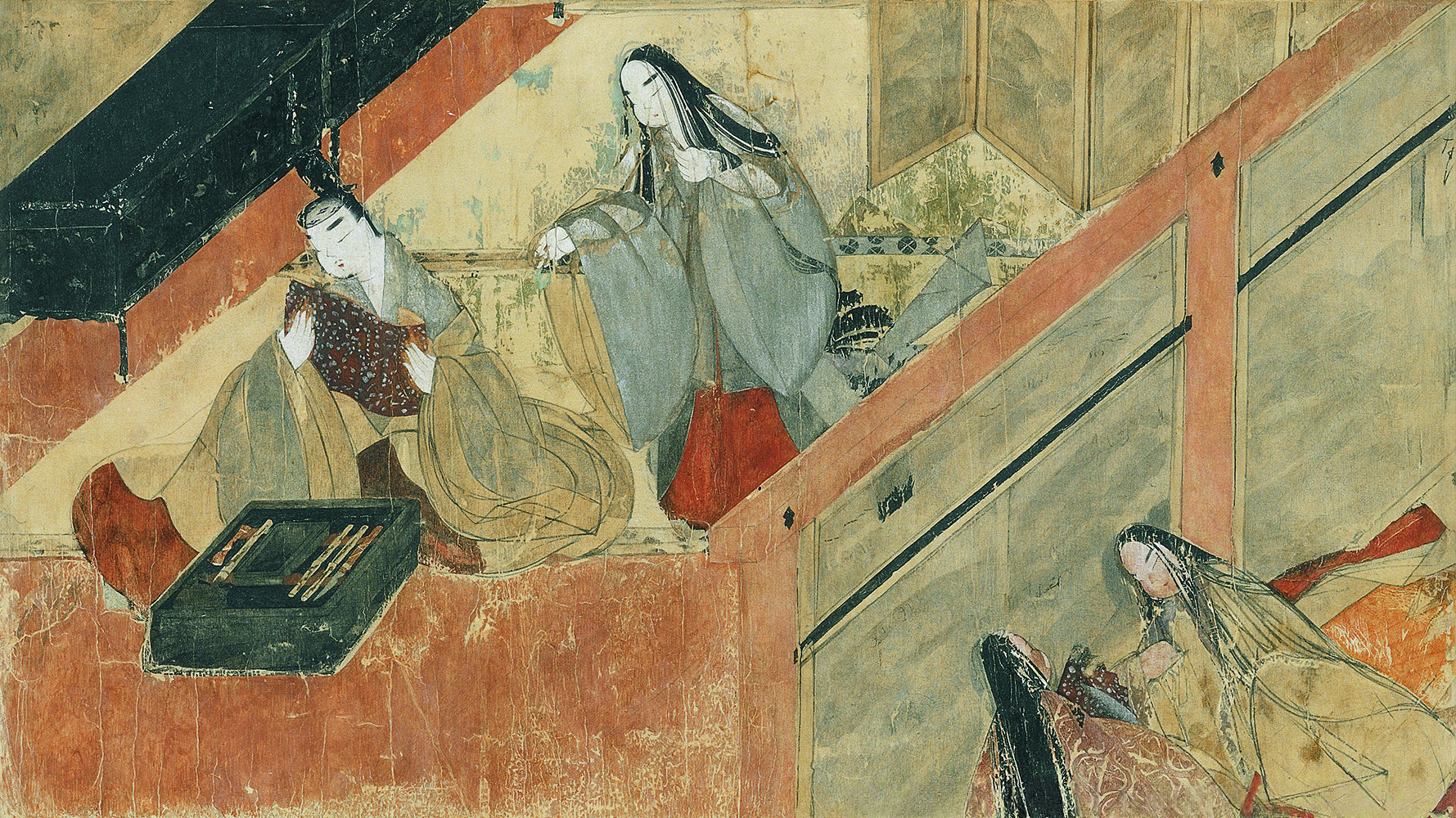
第39帖「夕霧」
夕霧から手紙を奪い取ろうとする雲居の雁

頭中将（葵の上の兄）の娘。母は早くに離縁し按察大納言の北の方となっており、祖母に当たる大宮の三条殿で、同じく大宮を祖母に持つ光源氏の子、夕霧とともに養育され、やがて愛し合うようになる。娘時代はおっとりとして恥ずかしがり屋であった。
冷泉帝の御世、次女の弘徽殿女御が斎宮女御（後の秋好中宮）との立后争いに敗れたことから、内大臣（頭中将）は三女雲居の雁に希望を託して東宮妃にと望むが、夕霧との恋愛関係を知り激怒。雲居の雁を自邸に引き取って二人の仲を引き裂く（「少女」）。大宮からは琴の手ほどきを受けていたが、この別離がきっかけで十分な稽古ができなくなってしまう（「若菜 下」）。夕霧とはその後も文を交し合い続ける相思相愛（御もろ恋）の関係が続く。6年あまりを経て、内大臣は雲居の雁と夕霧の結婚を許し、晴れて夫婦となった二人は、三条殿で幸福な新婚生活を送る（「藤裏葉」）。
夕霧の北の方となり、多くの子（写本により異なり、阿部秋生は7人を、藤村潔は8人が原型であろうとしている。詳細は藤原惟光#家系の項を参照）をもうけた雲居の雁は、藤典侍の他は殆ど愛人も作らない真面目な夫に、安心しきった生活を送っていた。
しかしその世帯じみた風情も何もない生活から、夕霧は次第に柏木の未亡人：落葉の宮へ心を寄せるようになる。それを知った雲居の雁は、寝た振りをしたり（「横笛」）、手紙を奪い取って隠したりと、嫉妬した様子をみせる。なお、夕霧は怒った雲居の雁の様子に、より一層の愛らしさを感じている。しかし、夕霧がついに落葉の宮と夫婦関係に至ったと知ると、幼い子供達とともに、実父の内大臣邸に別居してしまう（「夕霧」）。また、この際、あまり好意を抱いていなかった藤典侍から同情の手紙を受け取り、返事を出している。
結局、夕霧は落葉の宮を正式に妻に迎え、その後は三条殿に住む雲居の雁と、六条院に移居した落葉の宮を一日おきに交互に通うようになった（「匂宮」）。また、雲居の雁の娘である長女は東宮妃に、次女は二の宮の妃となっている。
その後の消息はあまり伝わらず、「竹河」で夫の夕霧と共に息子の蔵人少将の恋を成就させようと世話を焼く様子が描かれているのが最後である。